# Club olympique multisports de Bagneux football féminin
Maillots
La section féminine de football du Club olympique multisports de Bagneux est un club de football féminin français basé à Bagneux et créée en 1975 en tant que section féminine du Football Club Plessis-Robinson.
Les Balnéolaises atteignent pour la première fois de leur histoire la Division 2 en 2003, après avoir passé plusieurs saisons au sein de la Ligue de Paris Île-de-France et une saison éclair en Division 3.
L'équipe fanion du club, entrainée par Élodie Gauche, participe à la Division Honneur d'Île-de-France, après avoir été relégué de Division 2 la saison précédente et évolue au stade omnisports de Bagneux.

## Histoire
- 1975 : création des équipes féminines du FC Plessis-Robinson.
- 1992 : l'équipe première accède à la Division d'Honneur.
- 1998 : les équipes féminines de football sont exclues de la commune du Plessis-Robinson et sont accueillies au sein du COM Bagneux.
- 1999 : l'équipe réserve monte en Promotion d'Honneur puis accède à la Division d'Honneur Régionale en 2001.
- 2002 : l'équipe première accède la Division 3.
- 2003 : l'équipe première accède la Division 2.
- 2005 : l'équipe 3 accède à la Promotion d'Honneur.
- 2009 : l'équipe réserve accède à la Division d'Honneur.

## Palmarès
Le palmarès du COM Bagneux comporte un championnat de France de troisième division ainsi qu'un championnat d'Île-de-France, deux coupes des Hauts-de-Seine et une coupe de Paris.
Le tableau suivant liste le palmarès du club actualisé à l'issue de la saison 2011-2012 dans les différentes compétitions officielles au niveau national et régional.
| Compétitions nationales                              | Compétitions régionales |
| - Championnat de France de D3 (1) - Champion : 2003. | - Division d'Honneur de Paris Île-de-France (1) - Champion : 2002. - Coupe des Hauts-de-Seine - Vainqueur : 1993, 2001. - Coupe de Paris - Vainqueur 2011. |

## Bilan saison par saison
Le tableau suivant retrace le parcours du club depuis sa création en 1975 sous la dénomination de FC Plessis-Robinson, puis de COM Bagneux depuis 1998.
| Édition   | Division 2  | Division 3                           | Division Honneur    | Coupe de France     |
| 1975-2001 | …           | Championnat inexistant               | ...                 | Coupe inexistante   |
| 2001-2002 | -           | Championnat inexistant               | -                   | 16e de finale       |
| 2002-2003 | -           | 1er (Gr. A) 2e (Tournoi Final Gr. B) | -                   | 16e de finale       |
| 2003-2004 | 6e (Gr. B)  | -                                    | -                   | 8e de finale        |
| 2004-2005 | 3e (Gr. B)  | -                                    | -                   | 16e de finale       |
| 2005-2006 | 6e (Gr. B)  | -                                    | -                   | non connu           |
| 2006-2007 | 4e (Gr. A)  | -                                    | -                   | non connu           |
| 2007-2008 | 5e (Gr. B)  | -                                    | -                   | 16e de finale       |
| 2008-2009 | 4e (Gr. B)  | -                                    | -                   | 1er Tour Fédéral    |
| 2009-2010 | 8e (Gr. A)  | -                                    | -                   | 2e Tour Fédéral     |
| 2010-2011 | 4e (Gr. A)  | Championnat inexistant               | -                   | 1er Tour Fédéral    |
| 2011-2012 | 11e (Gr. A) | Championnat inexistant               | -                   | 32e de finale       |
| 2012-2013 | -           | Championnat inexistant               | Compétition à venir | Compétition à venir |